# کوکینس (دوست دارم)
«کوکینس (دوست دارم)» (انگلیسی: Cockiness (Love It)) یک ترانه از خواننده اهل باربادوس ریانا از ششمین آلبوم استودیویی او، تاک دت تاک (۲۰۱۱) است. «کوکینس (دوست دارم)» یک قطعه دابستپ و دنس‌هال است.